# Carmen Mathews
Carmen Sylvia Mathews (Filadelfia, 8 maggio 1911 – Redding, 31 agosto 1995) è stata un'attrice statunitense.

## Biografia
Nata a Filadelfia, studiò al Bennett Juior College e poi alla Royal Academy of Dramatic Art di Londra. Fece il suo debutto sulle scene con la Stratford-on-Avon Shakespearean Company – la futura Royal Shakespeare Company – prima di tornare negli Stati Uniti. Nel corso della sua carriera recitò in una trentina di allestimenti di musical e opere di prosa a Broadway, tra cui Amleto (1939), Riccardo II (1940), Il giardino dei ciliegi (1945), Ella si umilia per vincere (1949), Un equilibrio delicato (1966) e Dear World (1969). Molto attiva in campo televisivo, la Mathewa recitò anche in una mezza dozzina di film, tra cui Smania di vita e Coniglio, non scappare. Nel 1985 fondò un campo estivo per bambini provenienti da situazioni disagiate e nei suoi ultimi anni fu un'attiva ambientalista.

## Filmografia parziale

### Cinema
- Venere in visone (BUtterfield 8), regia di Daniel Mann (1960)
- Smania di vita (A Rage to Live), regia di Walter Grauman (1965)
- Coniglio, non scappare (Rabbit, Run), regia di Jack Smight (1970)
- Sounder, regia di Martin Ritt (1972)
- Daniel, regia di Sidney Lumet (1983)

### Televisione
- The Doctor – serie TV, episodio 1x03 (1952)
- General Electric Theater – serie TV, episodi 4x25-7x32-9x18-10x17 (1956-1962)
- Alfred Hitchcock presenta (Alfred Hitchcock Presents) – serie TV, 6 episodi (1956-1962)
- Avventure in paradiso (Adventures in Paradise) – serie TV, episodio 3x03 (1961)
- Ben Casey – serie TV, episodio 1x28 (1962)
- The New Breed – serie TV, episodio 1x33 (1962)
- Ellery Queen – serie TV, episodio 1x08 (1975)
- Un salto nel buio (Tales from the Darkside) - serie TV, episodio 1x13 (1985)